# معركة سمولينسك (1812)
```
كانت 
معركة سمولينسك
 المعركة الرئيسية الأولى من 
الغزو الفرنسي لروسيا
. وقعت في 16 – 18 أغسطس 1812 وشارك فيها نحو 45,000 رجل من الجيش الكبير بقيادة الإمبراطور 
نابليون الأول
 ضد نحو 30,000 جندي روسي تحت قيادة الجنرال باركلي دي تولي.
[
1
]
[
2
]
 احتل نابليون 
سمولينسك
 بطرد الجيش الغربي الثاني الذي يقوده الأمير بيوتر باغراتيون. أحرق قصف المدفعية الفرنسية المدينة تمامًا. دُمر 84% من المباني البالغ عددها 2,250، مع بقاء 350 منها سالمًا. من بين سكان المدينة البالغ عددهم 15,000 نسمة، بقي نحو 1,000 منهم في نهاية المعركة وسط الركام المحترق. مع أكثر من 15,000 ضحية، كانت واحدة من أكثر المعارك دموية في هذا الغزو.
[
3
]
```

## المعركة
كانت سمولينسك، وهي مدينة حصون تاريخية يقطنها 12,600 نسمة على طريق الغزو الغربي الرئيسي إلى موسكو، محمية بأبراج البستين (الزوايا المحصنة) والجدران الحجرية السميكة. يجري نهر دنيبر في وسطها. ضمت كاتدرائية الصعود في سمولينسك واحدة من أكثر الأيقونات تبجيلًا في الكنيسة الأرثوذكسية، سيدة سمولينسك المنسوبة إلى القديس لوقا، وافترض نابليون أن الروس سيقاتلون خارج المدينة لتفادي تدميرها. بحلول 16 أغسطس، وجدت القوات الفرنسية المدينة محصنة بكثافة من قِبل قوات باغراتيون، وعُززت بشكل أكبر بوصول باركلي والجيش الروسي الرئيسي.
دارت المعركة الرئيسية في 16 أغسطس. استولت قوة استطلاع أولية على ضاحيتين لكنها فشلت في إخراج الروس لخوض المعركة. أمر نابليون بشن هجوم عام بثلاثة فيالق من الجيش الكبير، مدعومين بمئتي قطعة مدفعية. نجح هذا الأمر في البداية، إذ أشعل القصف المدفعي المكثف المدينة بالنيران. كانت القوات الفرنسية بحاجة إلى السلالم أو المعدات لتسلق أسوار المدينة وتعرضت لنيران مضادة من المدفعية الروسية. بحلول الليل، كانت معظم المدينة تحترق.
لإنقاذ الجيش، تخلى باركلي دي تولي عن المدينة مدمرًا جميع مخازن الذخيرة والجسور وترك قوة صغيرة لتقاوم مدة يومين من أجل تغطية انسحابه. نحو فجر يوم 17 أغسطس، نجحت القوات المسلحة البولندية التابعة للجيش الكبير في اختراق الجدران، وفي غضون ساعات قليلة دخلت القوات الفرنسية الرئيسية المدينة. أبقى باركلي قواته على الجانب الآخر من النهر لمنع العبور حتى ليلة 18 أغسطس. كانت المدينة مدمرة بالكامل تقريبًا.

## الضحايا
ادعى باركلي دي تولي وقوع 4,000 ضحية من الجنود الروس، في حين تحدث بوغدانوفيتش عن 6,000 جندي أُخرج من ساحة القتال. امتلك فيلق دوكتوروف السادس 16,800 رجل قبل المعركة ولكن بقي منهم في نهايتها 6,000 رجل فقط قادر على القتال، مما يعني وقوع 10,800 ضحية لفيلق روسي واحد فقط. فقدت فرقة يوجين، أمير فورتمبيرغ، 1,300 رجل لوحدها. قدرهم غاستون بودار بنحو 6,000 ضحية. في حين قدرهم ديفيد تشاندلر بين 12,000 و14,000. أشار ألكسندر ميكابريدز إلى وقوع 10,000 ضحية روسية في سمولينسك.
ادعى نابليون مقتل 700 فرنسي وإصابة 3100 – 3200 آخرين. تقديره للأعداد متنازع عليه، إذ خسر الفيلق الأول بقيادة لوبو 6,000 ضحية لوحده. قدر تشاندلر الخسائر الفرنسية بعشرة آلاف، وأشار ميكابريدز أيضًا إلى 10,000 ضحية. أورد بودارت وقوع 10,000 ضحية. ادعى المؤلفون الروس أن الخسائر الفرنسية قد وصلت إلى 20,000.